# Ikorfat
Ikorfat [iˈkɔfːat] (nach alter Rechtschreibung Ikorfat) ist eine wüst gefallene grönländische Siedlung im Distrikt Ilulissat in der Avannaata Kommunia.

## Lage
Ikorfat liegt auf einer Halbinsel an der Mündung des Torsukattak in den Sullorsuaq (Vaigat). Nur sechs Kilometer nordöstlich befindet sich Qeqertaq.

## Geschichte
Die erste Erwähnung von Ikorfat erfolgte 1793, als dort ein bewohntes Haus stand. Danach war der Ort wohl rund 100 Jahre unbewohnt. Erst in den 1890er Jahren wurde Ikorfat neu besiedelt. Ab 1911 gehörte der Wohnplatz zur Gemeinde Qeqertaq.
1915 hatte der Wohnplatz 22 Einwohner, die in vier Wohnhäusern lebten. Es gab acht Jäger, einen Fischer und besondererweise war eine Frau als Leserin angestellt. Ikorfat erreichte nie 30 Einwohner. 1950 wurde Ikorfat Teil der Gemeinde Vaigat. Bereits 1952 wurde der Wohnplatz wieder aufgegeben.